# Villa gariepina
Villa gariepina är en tvåvingeart som beskrevs av Hesse 1956. Villa gariepina ingår i släktet Villa och familjen svävflugor. Inga underarter finns listade i Catalogue of Life.